# Ermintrude
Ermintrude ou Ermentrude (en latin Erminethrudis), est une nonne et une membre de l'aristocratie mérovingienne morte à Paris vers 600, en laissant un testament écrit en 567 et 584. Il s'agit du seul testament de femme conservé de l'époque mérovingienne.